# Аутобиографија (књига Агате Кристи)
Аутобиографија је књига сећања британске књижевнице Агате Кристи које су постхумно објавило Collins у Уједињеном Краљевству и Dodd, Mead &amp; Company у САД у новембру 1977, скоро две године након списатељичине смрти у јануару 1976. Издање у УК коштало је 7,95 фунти, а издање у САД 15,00 долара. Преведена је и објављена на српском, грчком, италијанском, пољском, португалском, мађарском и шпанском.
У књизи Кристи приповеда о свом раном детињству са краја 19. столећа, два брака и светска рата као и археолошким истраживањима и путовањима те о своме стваралаштву.
Woman's Own за књигу наводи да је Најбоље што је икад написала.

## Историја публикација
- 1977, William Collins and Sons (London), November 1977, тврди повез, 544 стр.  0-00-216012-9
- 1977, Dodd, Mead and Company (New York), тврди повез, 529 стр.,  0-396-07516-9
- 1977, Scherz (Bern, Munich, Vienna), named "Meine gute alte Zeit" (My good old times) and translated into German by Hans Erik Hausner. меки повез, 539 стр..,  3-502-51515-8
- 1978, Fontana Books (Imprint of HarperCollins), меки повез, 576 стр.
- 1978, Editorial Molino (Barcelona). The book was published тврди повез named "Autobiografía" and translated to Spanish by Diorki. 564 стр.  84-272-1801-X
- 1978, Ballantine Books, меки повез,  0-345-27646-9
- 1978, Ulverscroft Large-print Edition, (2 volumes) тврди повез, 611 стр. (Volume 1) and 535 (Volume 2),  0-7089-0255-3 (Both volumes)
- 2002, Lyhnari (Greece), named "Η Αυτοβιογραφία μου" (My autobiography) and translated into Greek by Hilda Papadimitriou. меки повез, 528 стр.  960-517-258-5
- 1993, HarperCollins (London), меки повез, 559 стр.,  9780006353287
- 2003, Arnoldo Mondadori Editore (Italy), named "La mia vita" and translated to Italian by Maria Giulia Castagnone. 560 стр..,  8804522259
- 2008, Partvonal (Hungary) named "Életem" (My Life) and translated to Hungarian by Tibor Kállai. 652 стр..  9789639644953 and the 2nd ed. Helikon (Hungary) 2021, 692 стр..  9789634796091